# 우룻푸군

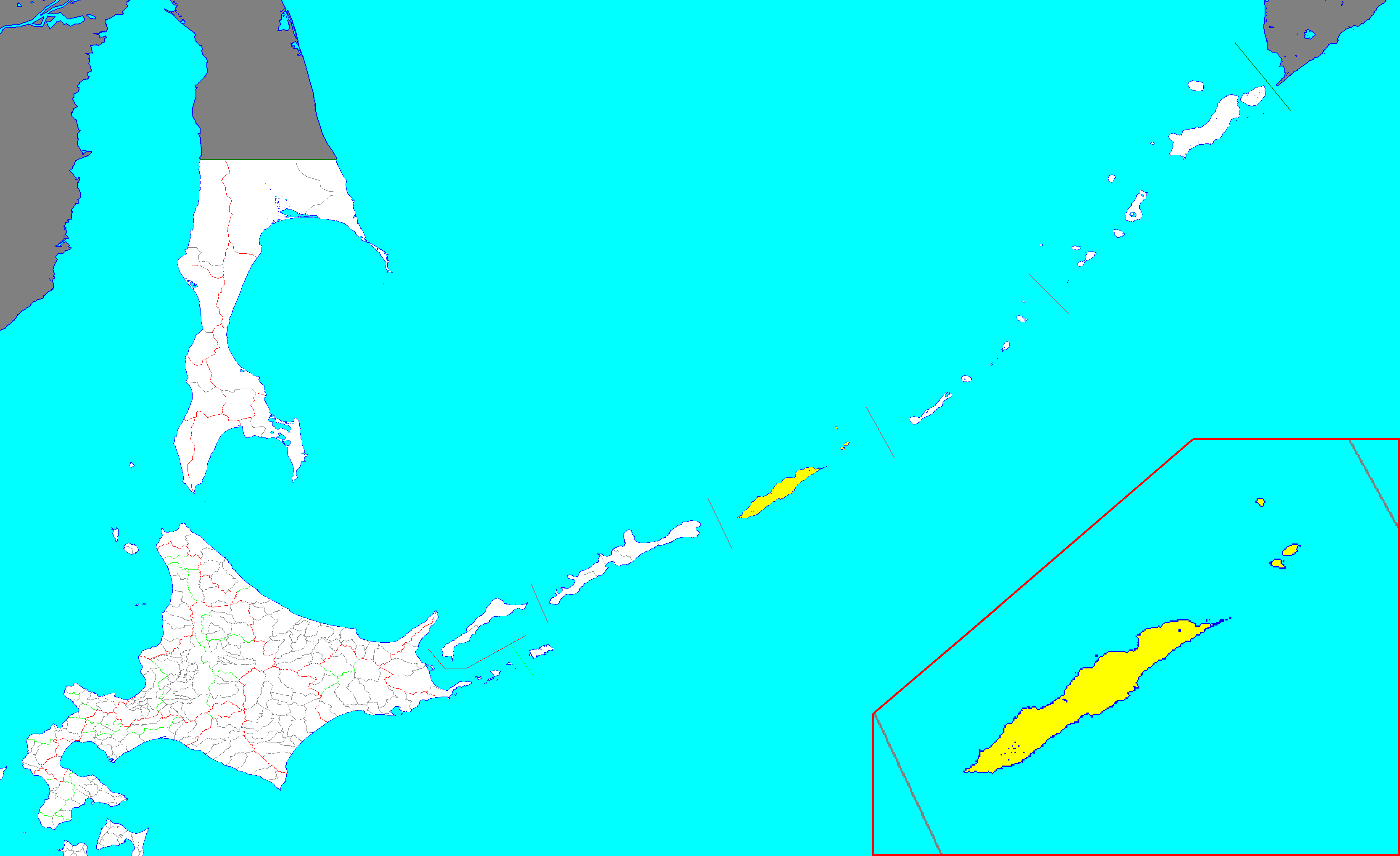
홋카이도 우룻푸 군의 위치

우룻푸군(일본어: 得撫郡)은 일본 홋카이도(지시마국) 네무로 지청에 존재했던 군의 하나이다.
인구는 1940년 조사에서 46명으로 확인되었고, 면적은 1,494 제곱킬로미터이다. 쿠릴 열도에 속해 있었으며, 1952년 4월 28일 발효된 샌프란시스코 강화조약에 의해 일본이 쿠릴 열도에 대한 소유권을 포기함에 따라, 소련(러시아)의 영토가 되었다. 2010년까지는 일본의 일부 법령에 이름만 남아 있었다.

## 관할
괄호안은 일본 명칭이다.
- 브로우토나섬(부로톤섬)
- 치르포이섬(지리호이섬 또는 지레루보이섬)
- 브라트 치르포예프섬(지리호이미나미섬)
- 우루프섬(우룻푸섬)